# Henry Norris Russell
Henry Norris Russell, född 25 oktober 1877, New York, USA, död 18 februari 1957 i Princeton, New Jersey, var en amerikansk astrofysiker. Han var professor vid Princeton University 1912-1947 och är mest känd för att, tillsammans med Ejnar Hertzsprung, ha utvecklat Hertzsprung–Russell-diagrammet. År 1923, i samarbete med Frederick Saunders, utvecklade han Russell-Saunders koppling, som också är känd som LS-kopplingen. Han tilldelades Royal Astronomical Societys guldmedalj 1921 och Brucemedaljen 1925.

## Biografi
Russell var son till Rev Alexander Gatherer Russell och hans hustru Eliza Hoxie Norris.
Efter examen från George School 1895 studerade han astronomi vid Princeton University, och tog sin kandidatexamen 1897 och doktorsexamen 1899, med Charles Augustus Young som handledare. Från 1903 till 1905 arbetade han vid Cambridge Observatory med Arthur Robert Hinks som forskningsassistent vid Carnegie Institution och kom under starkt inflytande av George Darwin. 
Russell återvände till Princeton och blev instruktör i astronomi (1905–1908), biträdande professor (1908–1911), professor (1911–1927) och forskningsprofessor (1927–1947). Han var också chef för Princeton University Observatory från 1912 till 1947 där Charlotte Moore Sitterly hjälpte honom att mäta och beräkna stjärnornas egenskaper.

## Vetenskapligt arbete

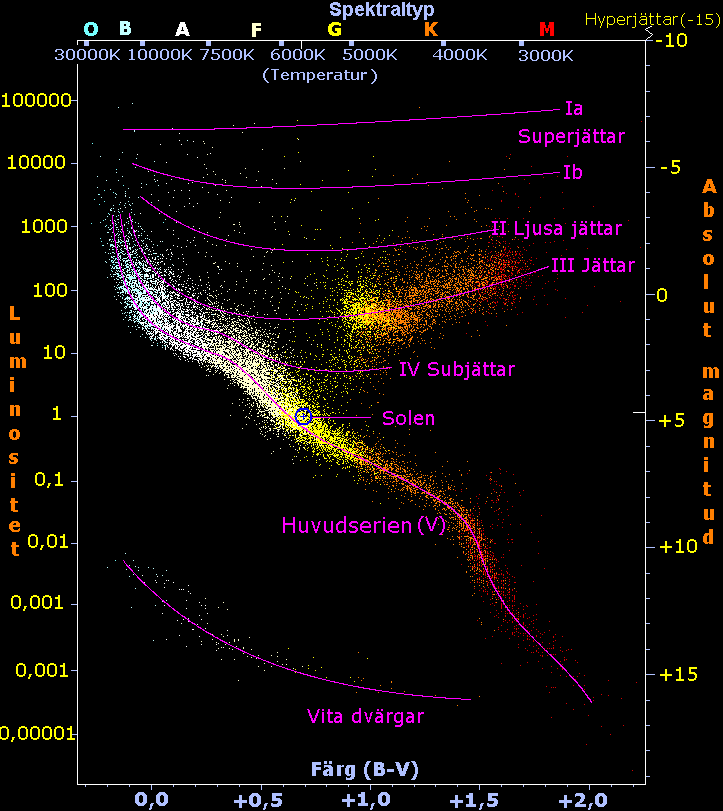
Hertzsprung–Russell-diagram baserat på 22 000 stjärnor ur Hipparkoskatalogen och 1000 från Gliesekatalogen över närbelägna stjärnor. Utarbetat av Richard Powell.

Russell skrev en inflytelserik lärobok i två volymer 1927 tillsammans med Raymond Smith Dugan och John Quincy Stewart: Astronomi: A Revision of Young's Manual of Astronomy (Ginn & Co., Boston, 1926–27, 1938, 1945). Detta blev den vanliga astronomiläroboken i ungefär två decennier. Den gavs ut i två volymer: The Solar System och Astrophysics and Stellar Astronomy. Läroboken populariserade idén att en stjärnas egenskaper (radie, yttemperatur, luminositet etc.) till stor del bestäms av stjärnans massa och kemiska sammansättning, som blev känd som Vogt-Russell-satsen (med hjälp av Heinrich Vogt som självständigt upptäckte resultatet). Eftersom en stjärnas kemiska sammansättning gradvis förändras med åldern (vanligtvis på ett ickehomogent sätt) påverkas stjärnutvecklingen.
Russell avrådde Cecilia Payne-Gaposchkin från att i sin avhandling dra slutsatsen att solens sammansättning skiljer sig från jordens, eftersom det motsade den accepterade kunskapen vid den tiden. Han insåg fyra år senare att hon hade rätt efter att ha härlett samma resultat på olika sätt. I sin uppsats tillskrev Russell henne till att ha upptäckt att solen hade en annan kemisk sammansättning än jorden.

## Priser och utmärkelser
- Stipendiat i American Academy of Arts and Sciences (1921)[13]
- Royal Astronomical Societys guldmedalj (1921)[14]
- Lalandepriset (1922)
- Henry Draper-medaljen av The National Academy of Sciences (1922)[15]
- Brucemedaljen (1925)[16]
- Rumfordpriset (1925)[17]
- Franklinmedaljen (1934)
- Janssenmedaljen av Franska vetenskapsakademin (1936)
- Utländsk medlem the Royal Society (1937)[3]
- Hedersmedlem av the Royal Society of Edinburgh (1938)
- Henry Norris Russell Lectureship (1946)[18]

### Namngivning
Nedslagskratrarna Russell på månen och Russell på planeten Mars är uppkallade efter honom.
Även asteroiden 1762 Russell är uppkallad efter honom.